# Березин, Александр Васильевич
Александр Васильевич Березин (22 декабря 1910 — 1 ноября 1996) — советский военачальник, генерал-майор (1958).

## Биография
Родился в городе Елец. Русский.
До службы в армии Березин с марта 1927 по апрель 1931 года работал электромонтером на электростанции в городе Елец, затем был секретарем комсомольской организации Елецкого известкового завода, с августа 1931 года — зав. массово-экономическим отделом Елецкого райкома комсомола, с ноября — инструктором и председателем райкома комсомола в Елецком кустпромсоюзе.

## Военная служба
1 июня 1932 года по спецнабору ЦК ВКП(б) поступил курсантом в Ленинградскую школу связи им. Ленсовета. По её окончании в ноябре 1934 года был назначен в 20-ю горнострелковую дивизию ЗакВО в городе Ленинакан, где проходил службу командиром штабной роты отдельного батальона связи.
С октября 1936 года — командир роты связи и начальник связи 60-го горнострелкового полка.
В мае 1939 года выдержал испытание и зачислен слушателем в Военную академию РККА им. М. В. Фрунзе. В сентябре 1940 года переведен на спецфакультет академии, на базе которого затем была сформирована Высшая специальная школа Генштаба РККА, а Березин зачислен в неё слушателем 2-го курса 1-го факультета.

### Великая Отечественная война
С началом войны капитан Березин в августе 1941 года с 3-го курса был направлен в штаб вновь формируемой в Московском округе 54-й армии на должность старшего помощника начальника оперативного отдела. После завершения формирования армия убыла на северо-западное направление и заняла оборону по правому берегу реки Волхов. С 26 сентября она вошла в состав Ленинградского фронта и вела боевые действия в районе Колпино, участвуя в операции по прорыву блокады Ленинграда. Во второй половине октября — декабре её войска принимали участие в Тихвинских оборонительной и наступательной операциях.
В декабре 1941 года капитан Березин назначен начальником штаба 80-й стрелковой дивизии. В составе 54-й армии участвовал с ней в Любанской наступательной операции. Её части вели бои против войбокальской группировки противника, стремившегося перерезать ж. д. в районе Шум, Войбокало, затем наступали в направлении Погостье. С 26 апреля по 26 сентября 1942 года дивизия в составе армии находилась в обороне на рубеже Макарьевская Пустынь — Смердыня. С 29 сентября она была подчинена 8-й армии Волховского фронта и участвовала в Синявинской оборонительной операции, ведя бои на рубеже Гайтолово — Тортолово. С 23 января 1943 года её части в составе 2-й ударной армии принимали участие в операции по прорыву блокады Ленинграда, однако в первых же боях понесли значительные потери и выполнить поставленную задачу не смогли. После упорных синявинских боев в марте — апреле 1943 года дивизия находилась в резерве Волховского фронта, затем вошла в состав 54-й армии и обороняла рубеж в районе Ларионов Остров, Посадников Остров, Нов. Кириши. С 5 по 25 октября она вела наступательные бои по прорыву обороны немцев в районе Дидвино, затем обороняла рубеж Макарьевская Пустынь — Егорьевка.
7 ноября 1943 года подполковник Березин назначен начальником штаба 111-го стрелкового корпуса и участвовал с ним в Ленинградско-Новгородской наступательной операции.
С 19 июня 1944 года полковник Березин был допущен к командованию 288-й стрелковой дивизией. С 7 по 11 июля она была передислоцирована в район Хверщи (северо-восточнее Пушкинских Гор), где вместе со 122-й танковой бригадой с рубежа реки Великая введена в прорыв, составляя подвижную группу 54-й армии 3-го Прибалтийского фронта. Стремительно преследуя отступающего противника, её части 18 июля овладели городом Красногородское, форсировали реку Льжа и вели наступление на Гульбене. 24 июля под городом Балвы в Латвии полковник Березин был ранен и до 19 сентября находился в госпитале, затем вновь командовал 288-й стрелковой дивизией. Через 2 дня её части из района Валга перешли в преследование противника в общем направлении на Даксты — Валмиера, с ходу форсировали реку Седа и овладели городом Даксты, уничтожив до двух вражеских полков. 24 сентября они ночью ворвались в город Валмиера и штурмом овладели им, после чего преследовали противника в направлении Риги. С 8 октября 288-я стрелковая дивизия вошла в состав 42-й армии и была переброшена в район юго-восточнее Добеле, а оттуда перешла в наступление на Салдус. К 1 ноября она достигла рубежа озёр Светэс — Аацес и перешла к обороне. В марте — апреле 1945 года дивизия в составе 22-й армии 2-го Прибалтийского, а с 1 апреля — Ленинградского фронтов вела бои на салдусском направлении, вплоть до капитуляции курляндской группировки противника.

### Послевоенная карьера
После войны в октябре 1945 года дивизия была расформирована, а полковник Березин зачислен в распоряжение ГУК НКО.
С февраля 1946 по май 1948 года проходил обучение в Высшей военной академии им. К. Е. Ворошилова, затем служил в оперативном управлении ГОУ Генштаба ВС СССР старшим офицером оператором юго-западного направления, с февраля 1950 года — зам. начальника направления внутренних округов. С мая 1953 г. исполнял должность зам. начальника Управления укомплектования и службы войск ГОУ Генштаба Советской армии. С марта 1955 года служил в Главном штабе Сухопутных войск заместителем начальника Управления укомплектования и службы войск, с сентября 1960 года — начальником Мобилизационного управления. С апреля 1964 года генерал-майор Березин был заместителем начальника, а с января 1968 года — начальником Мобилизационного управления ГОМУ Генштаба ВС СССР.
12 мая 1969 года уволен в запас.
Указом Президента Российском Федерации от 4 мая 1995 года генерал-майор в отставке Березин был награждён орденом Жукова.
Скончался в 1997 году. Похоронен в городе Москве.

## Награды

### СССР
- орден Жукова (04.05.1995)
- четыре ордена Красного Знамени (19.03.1943, 11.02.1944, 15.10.1944, 1952)
- орден Отечественной войны I степени (06.04.1985)
- два ордена Красной Звезды (1947, 19??)
  - Медали, в том числе:
  - «За боевые заслуги»
  - «За оборону Ленинграда» (1944)
  - «За победу над Германией в Великой Отечественной войне 1941—1945 гг.» (1945)
  - «Ветеран Вооружённых Сил СССР»